# Paraisotricha minuta
Paraisotricha minuta is een soort trilhaardiertje uit de familie Paraisotricha. De soort komt, net als veel andere soorten uit de onderklasse Trichostomatia, voor in het maag-darmkanaal van gewervelde dieren. P. minuta komt onder meer voor in het maag-darmkanaal van paarden. Naast P. minuta komt ook P. colpoidea uit het geslacht Paraisotrichia voor in de darmen van paarden. In 1976 en 1986 zijn onbekende Paraisotricha soorten, die leken op P. minuta, gevonden respectievelijk in de pens van een giraf en een rund.